# 부산 (영화)
《부산》은 2009년에 개봉한 대한민국의 영화이다.

## 캐스팅
- 김영호: 조태석 역
- 유승호: 김종철 역
- 고창석: 김강수 역
- 조진웅: 한상구 역
- 정선경: 이선화 / 은지 역
- 김정학: 변 사장 역
- 이세나: 순애 역
- 전준홍: 장 실장 역
- 조재윤: 날치 역
- 백원길: 짱돌 역
- 조하석: 도끼 역
- 김진혁: 개코 역
- 김은서: 정양 역
- 이은채: 나영 역
- 권재원: 장기밀매업자 역
- 이병준: 권 박사 역
- 김정태: 김 사장 역
- 이광기: 노름꾼 1 역
- 김지훈: 과거 태석파 3 역
- 도용구: 회상 사장 역